# Taishi (96-93 av. J.-C.)
Pour les articles homonymes, voir Taishi.
L'ère Taishi, ou T’ai-che (96-93 av. J.-C.) (chinois traditionnel et simplifié : 太始 ; pinyin : Tàishǐ ; litt. « Grand début ») est la neuvième ère chinoise de l'empereur Wudi de la dynastie Han.

## Chronique

### 3eannée(94av. J.-C.)

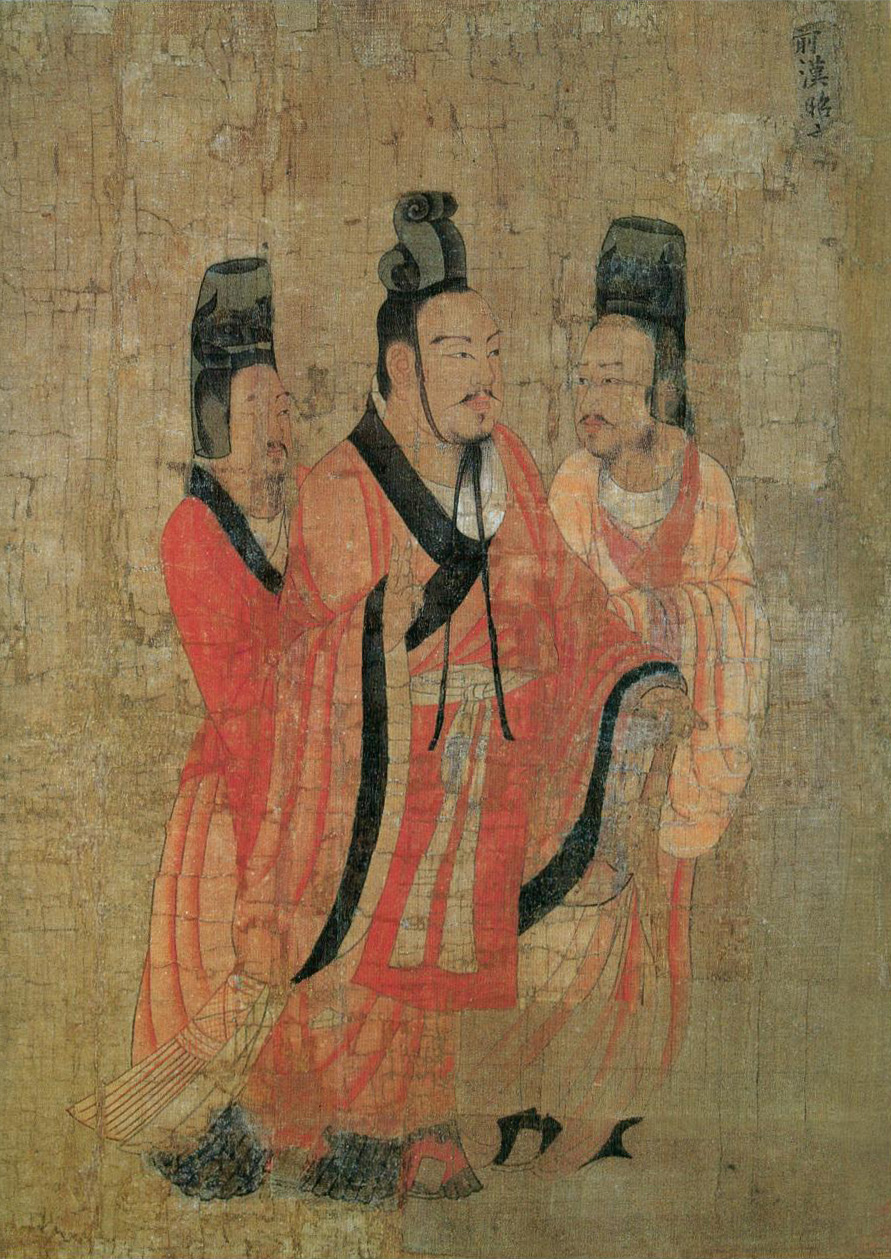
L'empereur Zhaodi, peinture d'époque Tang, VIIe s.

- naissance de Liu Fuling qui deviendra l'empereur Zhaodi des Han.

| Taishi                 | 1re année    | 2de année    | 3e année     | 4e année     |
| ---------------------- | ------------ | ------------ | ------------ | ------------ |
| Calendrier julien      | 96 av. J.-C. | 95 av. J.-C. | 94 av. J.-C. | 93 av. J.-C. |
| Calendrier sexagésimal | Yiyou        | Bingxu       | Dinghai      | Wuzi         |